# 1993 w sztukach plastycznych
Wydarzenia w sztukach plastycznych i wizualnych w 1993 roku.

## Wydarzenia
- W National Gallery of Australia odbyła się wystawa George’a Milpurrurru, była to pierwsza indywidualna wystawa artysty aborygeńskiego w tej galerii[1].
- W Poznaniu powstała Galeria Fotografii pf[2].
- Otwato Tate St Ives.

## Malarstwo
- Ralph Goings

Miss Albany Diner – olej na płótnie

## Rzeźba
- Charles Ray

Family Romance – różne materiały, 134,6x215,9x27,9 cm. Kolekcja Museum of Modern Art

## Wideo
- Paweł Althamer

Las – VHS, 10 min. 42 s.
- Grzegorz Kowalski

Obszar Wspólny, Obszar Własny – Realizacja VIII – beta SP, 34 min. 26 s.
- Józef Robakowski

1, 2, 3, 4 (Videopoliczki) – VHS, 1 min. 31 s.
- Maciej Toporowicz

Obsession – beta SP, 5 min. 27 s.
- Zbigniew Warpechowski

Kurz – VHS, 8 min. 13 s.
- Piotr Wyrzykowski

Runner – SVHS, 6 min. 1 s.
Beta Nassau – VHS, 9 min. 36 s.
- Alicja Żebrowska

Kamienienie – VHS, 3 min. 16 s.

## Instalacja

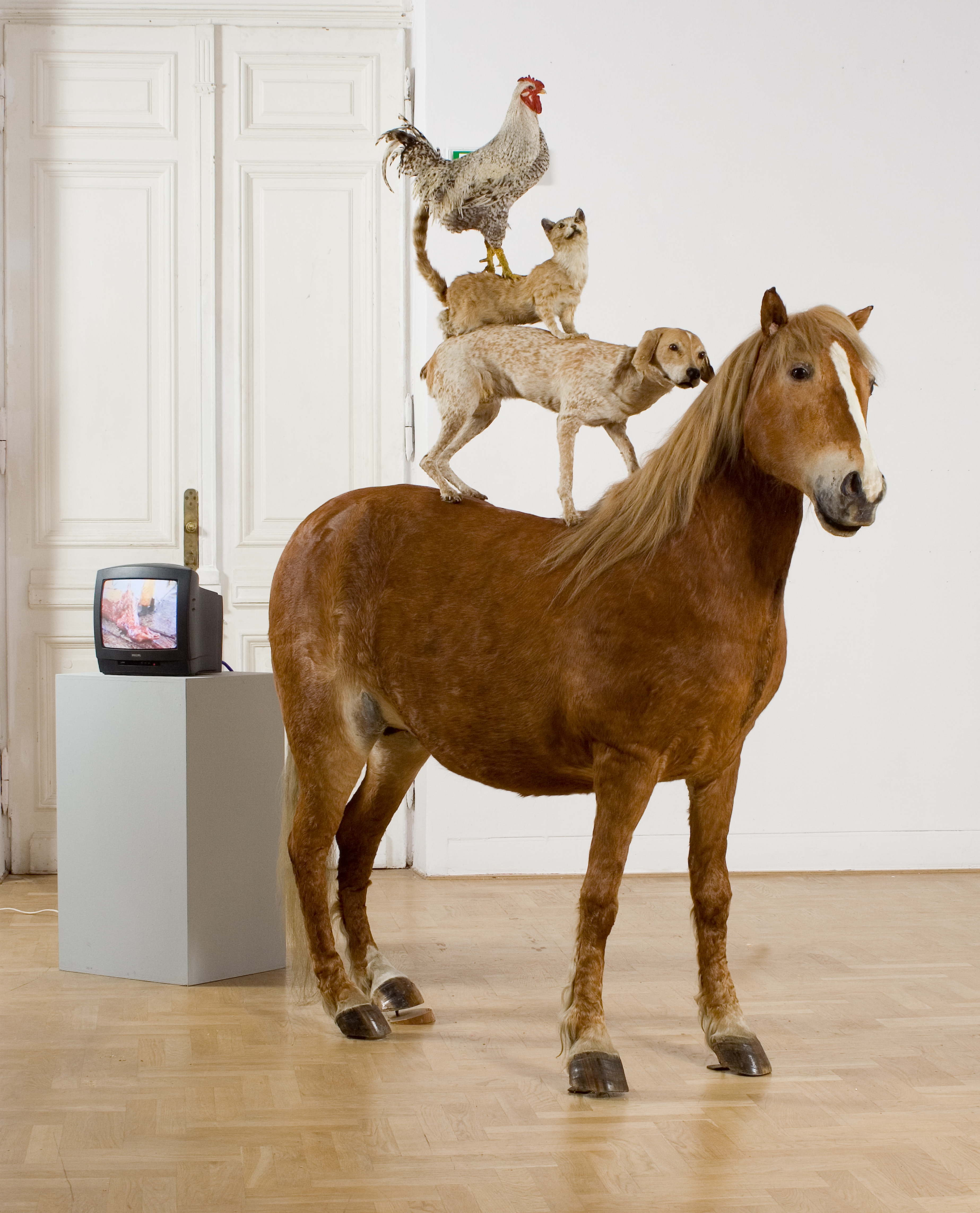
Katarzyna Kozyra Piramida zwierząt

- Katarzyna Kozyra

Piramida zwierząt
- Piotr Kurka

Kołyska –  miś odlany z brązu, łóżko, podesty, sznurek, fotografia

## Nagrody
- Nagroda im. Jana Cybisa – Henryk Błachnio
- Paszport „Polityki” w kategorii sztuki wizualne – Stasys Eidrigevicious[15]
- Nagroda Turnera – Rachel Whiteread[16]
- Biennale w Wenecji

Złoty Lew (malarstwo) – Richard Hamilton i Antoni Tàpies
Złoty Lew (rzeźba) – Robert Wilson
Złoty Lew (pawilon) – Niemcy, reprezentowane przez Hansa Haacke i Nam June Paik
Duemila Prize dla najlepszego młodego artysty – Matthew Barney
- Nagroda Krytyki Artystycznej im. Jerzego Stajudy – Jaromir Jedliński[18]
- World Press Photo – James Nachtwey[19]

## Zmarli
- 3 maja – Robert De Niro Sr. (ur. 1922), amerykański artysta
- 7 kwietnia - Karin Luts (ur. 1904), fińska malarka, graficzka i projektantka ubrań
- 20 kwietnia – Jan Ekiert (ur. 1907), polski malarz
- 26 stycznia – Robert Jacobsen (ur. 1912), duński rzeźbiarz, malarz i grafik